# Andy McNab
Andy McNab, pseudonimo di Steven Billy Mitchell (Londra, 28 dicembre 1959), è uno scrittore e militare britannico ex-sergente dello Special Air Service (le forze speciali dell'Esercito britannico), noto al grande pubblico come autore di romanzi di spionaggio.
Il nome scelto deriva da un vecchio videogioco dal titolo Munching McNab.

## Giovinezza e arruolamento nell'esercito
Andy McNab nasce il 28 dicembre 1959 al Guy's Hospital di Londra, figlio di un barista britannico di origini greche e di una venditrice di sigarette di 17 anni. Entrambi i genitori lavoravano in un night club di West End. Poche ore dopo la nascita viene abbandonato dalla madre naturale sui gradini dell'ospedale all'interno di una busta dei grandi magazzini Harrods e adottato da una famiglia di classe operaia residente a Peckham, zona sud della capitale.
Il padre adottivo era un ex-militare del Catering Corps e faceva il tassista e il meccanico. Sua madre adottiva è stata invece un'operaia in una fabbrica di cioccolato e contemporaneamente addetta in una lavanderia. Suo fratello maggiore adottivo era inoltre un fante dei Royal Fusiliers.
Non si è dimostrato uno studente eccellente e per sette anni consecutivi aveva frequentato nove differenti scuole. Nel 1975, a 15 anni, McNab abbandona definitivamente gli studi e viene assunto per lavorare in una ditta di trasporti di Brixton, entrando nel frattempo in alcune gang di strada situati nei quartieri popolari della città. Nel dicembre dello stesso anno va a lavorare come commesso da McDonald's a Catford, sino a quando a Natale non viene arrestato al Dulwich Village per aver rapinato un appartamento.
Nell'estate del 1976, una volta rilasciato su cauzione, Andy, per evitare ulteriori problemi con la legge, si arruola volontario nell'Esercito Britannico all'età di 16 anni, ispirato in parte dalla carriera militare di suo fratello. Fallito un test per diventare elicotterista dell'Army Air Corps, viene invece arruolato nei Royal Green Jackets, reggimento di fanteria leggera appartenente alla Divisione Leggera. Nel settembre dello stesso anno, insieme alle altre reclute, trascorre un duro addestramento di otto mesi a Folkestone, nel Kent, dove si esercita nei tornei di pugilato, nelle corse campestri, nei pattugliamenti e nei combattimenti a fuoco reale.
Nel maggio 1977 trascorre un mese di addestramento supplementare al Deposito Fucilieri di Winchester, nell'Hampshire, per poi essere assegnato nella Compagnia B del 2º Battaglione RGJ e inviato a Gibilterra a luglio per una permanenza di sei mesi con il reparto.
Nel dicembre dello stesso anno è spedito a South Armagh, in Irlanda del Nord, per partecipare al suo primo turno di combattimento della durata di sei mesi; il 4 marzo del 1978, mentre sta difendendo un autoblindo Saracen, assiste alla morte del fuciliere Nicholas Smith, ucciso a 20 anni a Crossmaglen da una bandiera irlandese imbottita di esplosivo. In seguito McNab è coinvolto in una piccola sparatoria con due terroristi del PIRA mentre protegge un Saracen rimasto bloccato nel fango.
Promosso soldato scelto, è nuovamente inviato in Irlanda del Nord nel dicembre 1978 per altri sei mesi. Il 9 giugno 1979, comandando una pattuglia di quattro fucilieri, McNab rimane coinvolto in una sparatoria a Keady con un gruppo di sei terroristi a bordo di un camion agricolo, e a 19 anni uccide per la prima volta un irredentista, Peadar McElvanna. 
Decorato con la Military Medal per il combattimento, nell'estate dello stesso anno è assegnato di guarnigione a Tidworth, nel Wiltshire, e promosso con il rango di caporale.
Nel dicembre 1980 è spedito nuovamente al Deposito Fucilieri di Winchester con l'incarico di caporale istruttore per due anni. Infine è mandato nel 1982 in una base a Paderborn, in Germania, e inizia a sentir parlare dello Special Air Service.

## Carriera nello Special Air Service
Affascinato dai corpi speciali, McNab si trasferisce a Hereford e decide di tentare la selezione con il grado di sergente di fanteria, ma fallisce la prova di navigazione terrestre con la mappa muta e nel gennaio 1984 tenta nuovamente la selezione. Superando l'addestramento in Galles, a Stirling Lines e nella giungla del Brunei, McNab riesce ad entrare nel Troop 7, Squadrone B del 22º Reggimento SAS nel luglio dello stesso anno.
Dal novembre 1984 al marzo 1985 McNab è stato spedito in Irlanda del Nord per operazioni segrete di spionaggio contro l'IRA, con il compito di proteggere alcuni poliziotti territoriali nel mirino dei terroristi. 
Nel luglio del 1985, viene inviato nelle giungle del Belize per operazioni di pattuglia contro i soldati del Guatemala invasori. Tornato in Inghilterra dopo aver ricevuto una ferita alla gamba, nell'aprile 1986 viene inviato nelle savane del Botswana per un corso di addestramento alle armi nei pressi di Tsodilo Hills e del fiume Okavango.
Dal 1987 al 1988 McNab, con il grado di caporale, viene nuovamente spedito in Irlanda del Nord per lavorare come spia presso il 14 Intelligence Company. Dopo la fine del tour, partecipa anche al tentativo di salvataggio di John McCarthy e Terry Waite, due negoziatori di pace dell'ONU presi in ostaggio a Beirut, in Libano, da parte di un gruppo di terroristi appartenenti alla Jihad islamica, in compagnia dell'irlandese Brian Keenan. Nel marzo del 1989 viene spedito in America Latina per prendere parte ad operazioni antidroga contro i narcos, attaccando alcune raffinerie di cocaina e al contempo addestrando la polizia paramilitare locale.
Il 13 gennaio 1991, dopo sette anni di esperienza nei SAS, McNab, con il rango di sergente, viene inviato di guarnigione in Arabia Saudita per partecipare alla prima guerra del Golfo. Viene così scelto per comandare una pattuglia di otto uomini, dal nome in codice Bravo Two Zero, per un'operazione dietro le linee nemiche, in pieno territorio iracheno, con l'incarico di distruggere delle piattaforme di missili Scud in mano al dittatore Saddam Hussein e al contempo sabotare le linee telefoniche fra Baghdad e il nordovest del paese. Nella notte tra il 23 e il 24 gennaio, atterrati con un elicottero Chinook, McNab e il commando si accorgono subito di avere seri problemi di comunicazione, avendo ricevuto delle frequenze radio sbagliate. La mattina successiva, quel che è peggio, scoprono anche che la loro zona d'operazione è sotto il controllo di una divisione corazzata irachena.
Il 25 gennaio, la pattuglia, mentre si trova al riparo in un letto di un fiume, viene avvistata da un bambino pastore, che viene lasciato libero di andare. Di conseguenza, i commando rimangono coinvolti in un conflitto a fuoco da due veicoli corazzati (rispettivamente un BMP-1 e un BTR-60), riuscendo infine a respingere le truppe nemiche.
Ritenendo di essere stati compromessi, i membri della pattuglia decidono di procedere all'esfiltrazione (in merito alla ricostruzione fornita da McNab di tali eventi ci sono versioni parzialmente diverse da parte degli altri componenti). Cominciò così una lunga fuga di 200 km verso il confine siriano, dovendo poi combattere con fatica e condizioni climatiche avverse (per ironia della sorte in quei giorni nevicò nel deserto, per la prima volta dopo trent'anni).
Tre uomini (il sergente Vince Phillips, il soldato Malcolm "Stan" McGown e il caporale Chris Ryan, quest'ultimo un altro pseudonimo dietro il quale si nasconde un altro componente della pattuglia autore a sua volta di un libro su questa operazione) si dividono accidentalmente mentre McNab cercava di contattare un AWACS tramite un radiofaro tattico. Phillips morirà di ipotermia la sera stessa e "Stan" verrà catturato il giorno successivo nel vano tentativo di catturare un fuoristrada nemico.
Tra il 26 e il 27 gennaio McNab e i suoi compagni sopravvissuti rimangono poi coinvolti in altri combattimenti armati in un posto di blocco e sulle rive dell'Eufrate, culminata con l'uccisione il soldato Bob Consiglio, mentre Steve "Legs" Lane muore di ipotermia dopo aver attraversato il fiume con il vice caporale Ian "Dinger" Pring.
McNab e il resto del commando verranno tuttavia catturati la notte stessa e sottoposti a terribili torture dal Servizio d'Intelligence iracheno, per poi essere rilasciati il 5 marzo dopo la fine della guerra, in quanto lo stesso comandante della pattuglia sosteneva che faceva parte di un plotone di fanteria incaricata per l'osservazione. Chris, invece, sarà l'unico a sfuggire alla cattura ed a raggiungere la Siria il 31 gennaio.
McNab, durante la sua prigionia, contrae l'Epatite B, ha perso alcuni denti e ha riportato danni ai nervi di entrambe le mani, ad una spalla, ai reni e al fegato, prima di essere curato rapidamente e debellare la malattia. Tornato in Inghilterra, McNab si sottopone a diversi mesi di riabilitazione fisica e psicologica e, a differenza di altri reduci, non ha sofferto di incubi o flashback. Dopo la sua liberazione, McNab tornò infine in servizio nell'antiterrorismo per altri due anni e nel 1991 viene decorato con la Distinguished Conduct Medal, dopodiché nel febbraio del 1993 si congeda definitivamente dai SAS.

## Carriera letteraria
Nell'ottobre 1993, 8 mesi dopo il congedo, McNab pubblica un libro sulla sua avventura irachena, intitolato Pattuglia Bravo Two Zero. L'opera ha un discreto successo e rende Andy McNab famoso ma osteggiato dal mondo militare inglese, contrario alle cronache particolareggiate di missioni segrete.
Diventato scrittore, nel 1995 McNab ha pubblicato la sua autobiografia, intitolata Azione immediata, e nel 1999 partecipa alla sceneggiatura del film Bravo Two Zero. Ha inoltre svolto il ruolo di consulente per qualche altro film come esperto di armi. Nel 2011 è stato consulente per la realizzazione del videogioco Battelfield 3, e il romanzo Battelfield 3 - Il Russo approfondisce la trama del gioco.
Il resto delle sue opere, tutti romanzi di spionaggio, racconta le vicende fittizie dell'ex-soldato SAS Nick Stone, 19 in tutto. In seguito pubblica altri 4 romanzi sulla serie Boy Soldier, basati sulle avventure della giovane spia dell'MI6 Danny Watts. Nel 2008 pubblica infine un'altra sua biografia intitolata Plotone Sette, basato sulla sua giovinezza e sulla sua carriera militare con gli "Ice Cream Boys". Oltre che romanziere, McNab lavora anche come volontario per alcune organizzazioni di beneficenza a favore dei soldati britannici feriti dopo l'11 settembre 2001, che comprendono Help for Heroes e Talking2Minds. Per il suo impegno letterario e per i servizi all'alfabetizzazione e alla carità, il 16 giugno 2017 è nominato Commendatore dell'Ordine dell'Impero Britannico (CBE).

## Vita privata
McNab si è sposato quattro volte. La sua prima moglie è stata Christine, una ragazza conosciuta a Folkestone nel 1977 che ha sposato alla fine del 1978. La coppia ha divorziato nel settembre 1980 senza figli.
Alla fine del 1980 McNab ha incontrato, in una discoteca della base aerea di Wroughton, una ragazza di nome Debbie, infermiera ed ex-telefonista della Royal Air Force; si sono sposati nell'agosto del 1982 a Winchester. La coppia ha divorziato nel 1985 senza aver avuto figli.
Alla fine del 1985 McNab ha incontrato Fiona in un pub di Hereford e il 24 febbraio del 1987 la coppia ha avuto una figlia di nome Kate. Andy e Fiona si sono sposati nell'ottobre dello stesso anno, per poi divorziare nell'agosto del 1990. Nell'ottobre 1990 Andy ha incontrato Jilly in una palestra di Hereford e i due si sono fidanzati durante la guerra del Golfo (questa relazione non è convolata in matrimonio ed è presumibilmente terminata alla fine degli anni '90). Dal 2001 è sposato con una donna ebrea di nome Jenny, ex-direttrice pubblicitaria della Penguin Books; dividono tre case a Londra, in Cornovaglia e a New York.
McNab si dichiara agnostico ed è sostenitore del Partito Conservatore britannico dal 2010, sebbene abbia in passato votato per il Partito Laburista.
Nell'agosto 2014 è uno degli oltre 200 personaggi pubblici che firmano una petizione contro il referendum per l'indipendenza della Scozia, che si sarebbe tenuto il successivo 18 settembre e conclusasi con la vittoria degli unionisti.
Nel settembre 2015 ha ricevuto una laurea honoris causa alla Plymouth University.

## Opere

### Saggi
1. 1993 – Pattuglia Bravo Two Zero (Bravo Two Zero), Longanesi (ISBN 88-502-0826-X)
2. 1995 – Azione immediata (Immediate Action), TEA (ISBN 88-7818-773-9)
3. 2008 – Plotone Sette (Seven Troop), Longanesi (ISBN 88-304-2824-8)

### SerieNick Stone
1. 1997 – Controllo a distanza (Remote Control), TEA (ISBN 88-7818-968-5)
2. 2000 – Crisi quattro (Crisis Four), TEA (ISBN 88-502-0199-0)
3. 2000 – Fuoco di copertura (Firewall), TEA (ISBN 88-502-0427-2)
4. 2001 – Bersaglio in movimento (Last Light), TEA (ISBN 88-502-0637-2)
5. 2002 – Sotto tiro (Liberation Day), TEA (ISBN 88-502-0870-7)
6. 2003 – Nome in codice Dark Winter (Dark Winter), Longanesi (ISBN 88-304-2227-4)
7. 2004 – Buio profondo (Deep Black), Longanesi (ISBN 88-304-2315-7)
8. 2005 – Lo sterminatore (Aggressor), Longanesi (ISBN 88-304-2431-5)
9. 2006 – Contraccolpo (Recoil), Longanesi (ISBN 88-304-2540-0)
10. 2007 – Fuoco incrociato (Crossfire), Longanesi (ISBN 88-304-2659-8)
11. 2008 – Forza bruta (Brute Force), Longanesi (ISBN 88-304-2911-2)
12. 2009 – Ferita letale (Exit Wound), Longanesi 2012 (ISBN 978-88-304-3421-9)
13. 2010 – Ora zero (Zero Hour), Longanesi 2013 (ISBN 978-88-304-3833-0)
14. 2011 – Punto di contatto (Dead Centre), Longanesi 2015 (ISBN 978-88-304-4267-2)
15. 2013 – Silencer (Silencer), Longanesi 2017 (ISBN 978-88-304-4698-4)
16. 2014 – Medaglia al valore (For Valour), Longanesi 2018 (ISBN 978-88-304-4961-9)
17. 2015 – Detonator (Detonator), Longanesi 2019 (ISBN 978-88-304-5298-5)
18. 2016 – Colpo a freddo (Cold Blood) Longanesi 2020 (ISBN 978-88-304-5521-4)
19. 2017 – Azione letale (Line of fire) Longanesi 2021 (ISBN 978-88-304-5734-8)
20. 2022 – All'ultimo secondo (Down to the wire) Longanesi 2023 (ISBN 978-88-304-6063-8)

### SerieBoy Soldier
Scritti con Robert Rigby.
1. 2005 – Il ragazzo soldato (Boy Soldier, titolo USA Traitor), Longanesi
2. 2005 – Payback
3. 2006 – Avenger
4. 2007 – Meltdown

### Altri romanzi
1. 2006 – The Grey Man
2. 2011 – Battlefield 3. Il russo (Battlefield 3. The Russian) Longanesi 2016
3. 2019 – A qualunque costo (Whatever it takes) Longanesi 2022 (ISBN 978-88-304-5930-4)